# 拉里瓦
拉里瓦，是西班牙加泰罗尼亚塔拉戈纳省的一个市镇。总面积8平方公里，总人口676人（2001年），人口密度85人/平方公里。